# Kangra (huyện)
Huyện Kangra là một huyện thuộc bang Himachal Pradesh, Ấn Độ. Thủ phủ huyện Kangra đóng ở Dharamasala. Huyện Kangra có diện tích 5739 ki lô mét vuông. Đến thời điểm năm 2001, huyện Kangra có dân số 1338536 người.